# NGC 2331
NGC 2331 est un amas ouvert, situé dans la constellation des Gémeaux. Il a été découvert par l'astronome germano-britannique William Herschel en 1785.
La taille apparente de l'amas est de 19,0 minutes d'arc.
Selon la classification des amas ouverts de Robert Trumpler, cet amas renferme moins de 50 étoiles (lettre p) dont la concentration est faible (IV) et dont les magnitudes se répartissent sur un petit intervalle (le chiffre 1).